# Гришин, Виктор Константинович
Виктор Константинович Гришин (1928—2003) — советский учёный, конструктор систем управления вооружением. Герой Социалистического Труда (1982), лауреат Ленинской премии.

## Биография
Виктор Константинович Гришин родился 26 июня 1928 года в селе Дерюгино (ныне — Дмитриевский район Курской области). Окончил среднюю школу и Харьковский политехнический институт, после чего в течение четырёх лет работал в Научно-исследовательском институте № 17 Министерства авиационной промышленности СССР. В 1955 году был переведён в филиал этого института в городе Жуковском Московской области. Участвовал в разработке советских бортовых радиолокационных станций для самолётов-истребителей, систем управления для зенитно-ракетных комплексов. С 1962 года Гришин работал первым заместителем главного конструктора в КБ радиостроения, с 1970 года — заместителем генерального конструктора НПО «Фазотрон» и одновременно заместителем директора по научной работе НИИ радиостроения. В 1977 году Гришин занял должности директора и главного конструктора НИИ приборостроения (НИИП) в Москве, а в 1978 году — генерального директора и генерального конструктора НПО «Фазотрон», при этом продолжая оставаться во главе НИИП. Внёс большой вклад в развитие сотрудничества между НИИ радиостроения и НИИ приборостроения, входившими в руководимое им НПО. Руководил разработками передовых на тот момент систем управления вооружением для новейших советских истребителей различных моделей.
Закрытым Указом Президиума Верховного Совета СССР от 2 февраля 1982 года за «большой вклад в разработку и испытания самолёта МиГ-31» Виктор Константинович Гришин был удостоен высокого звания Героя Социалистического Труда с вручением ордена Ленина и медали «Серп и Молот».
Вскоре Гришин был освобождён от занимаемой должности за невыполнение правительственного задания по разработке новых систем вооружений и занял пост заместителя директора НИИ приборостроения. Провёл большую работу по усовершенствованию системы управления вооружением истребителя «Су-27» и его различных модификаций. В 1992—1998 годах параллельно с научной и конструкторской работой заведовал кафедрой филиала Московского авиационного института в городе Жуковский.
Умер 24 мая 2003 года, похоронен на кладбище «Островцы» в Раменском районе Московской области.
В 1977 году защитил докторскую диссертацию, в 1994 году был утверждён в звании профессора. В 1972 году ему была присуждена Ленинская премия, а в 1981 году — Государственная премия СССР. Заслуженный конструктор Российской Федерации. Был награждён двумя орденами Ленина, орденом Октябрьской Революции и рядом медалей.